# NGC 2503
NGC 2503 (другие обозначения — UGC 4158, MCG 4-19-19, ZWG 118.41, KARA 222, PGC 22453) — спиральная галактика в созвездии Рака. Открыта Альбертом Мартом в 1865 году.
Галактика удалена на 76 мегапарсек от Млечного Пути, абсолютная звёздная величина в полосе B составляет −19,61m. Светимость балджа составляет 11% от светимости всей галактики, звёздное население балджа имеет возраст около 2,6 миллиарда лет, его металличность близка к солнечной.
Этот объект входит в число перечисленных в оригинальной редакции «Нового общего каталога».